# Jorge Morán
Jorge Luis Morán Rodas (Coatepeque, Santa Ana, El Salvador; 4 de octubre de 1989) futbolista salvadoreño. Su posición es centrocampista y su actual club es el Sonsonate Fútbol Club de la Liga Pepsi.

## Trayectoria

### Once Municipal
La carrera profesional de Morán comenzó en junio de 2007 cuando firmó un contrato con el club salvadoreño de la primera división de fútbol, Once Municipal, luego de pasar por varios sistemas juveniles en escuelas de fútbol. Hizo su debut profesional el 11 de agosto de 2007, en un partido de liga contra Isidro Metapán.

### Isidro Metapán
En Isidro Metapán Morán, consiguió 5 Títulos AP2008, CL2009, CL2010, AP2010 y AP2011. También participó en el torneo de Concachampions 2009-10 fase de grupos Houston Dynamo, Pachuca, Arabe Unido. 
En la Concachampions 2011-12 jugaron contra Puerto Rico Islanders en una ronda previa para ver quien avanzaba a la fase de grupos. Y el ganador fue Isidro Metapán, ya en el grupo se enfrentaron al Real España, Colorado Rapids, Santos Laguna, clasificando históricamente a cuartos de final y  enfrentaron a Pumas de la UNAM quien terminó eliminándolos de la competición.

### FAS
En 2012, Morán firmó con el equipo más laureado de El Salvador, Club Deportivo FAS ahí obtuvo 4 Subtítulos CL2013, AP2013, AP2015 y Copa El Salvador 2017. Anotó 20 goles en liga, 1 Concachampions y 1 en Liga Concacaf. Tiene el récord del gol más lejos en el estadio Oscar Alberto Quiteño lo consiguió vs Atlético Marte (60 metros). 
Participó en 2 ediciones de Concachampions, en la primera 2012-13  ese año los grupos pasaron a estar conformados por 3 equipos, el grupo fue CD Fas, CD Olimpia y Houston Dynamo.
2014-15 el grupo fue CD Fas, Montreal Impact y New York Red Bulls. En este grupo le anotó gol al Montreal Impact en el Estadio Cuscatlán. 
En 2018 clasificaron a Concacaf por quedar en tercer lugar en la tabla general del torneo de la primera división. En octavos de final se midieron al Pérez Zeledón de Costa Rica y lo eliminaron por el global de (3-2). En Cuartos de final se enfrentaron al Arabe Unido de Panamá donde quedaron eliminados por un global de (1-4), el único gol de Fas en la serie fue anotado por Morán en el Estadio Rommel Fernández.

## Carrera internacional
En julio de 2011, Morán fue seleccionado para la Selección de fútbol sub-23 de El Salvador para el torneo sub-23 de la UNCAF.

## Clubes
Actualizado al último partido jugado el 7 de mayo de 2022.
| Club Deportivo 11 Municipal · El Salvador         | 1.ª                 | 2007-08             | 13  | 0  | - | - | -  | - | 13  | 0  |
| Club Deportivo 11 Municipal · El Salvador         | Total               | Total               | 13  | 0  | 0 | 0 | 0  | 0 | 13  | 0  |
| Asociación Deportiva Isidro Metapán · El Salvador | 1.ª                 | 2008-09             | 25  | 0  | - | - | -  | - | 25  | 0  |
| Asociación Deportiva Isidro Metapán · El Salvador | 1.ª                 | 2009-10             | 26  | 1  | - | - | 4  | 0 | 30  | 1  |
| Asociación Deportiva Isidro Metapán · El Salvador | 1.ª                 | 2010-11             | 26  | 2  | - | - | 1  | 0 | 27  | 2  |
| Asociación Deportiva Isidro Metapán · El Salvador | 1.ª                 | 2011-12             | 24  | 0  | - | - | 8  | 0 | 32  | 0  |
| Asociación Deportiva Isidro Metapán · El Salvador | Total               | Total               | 101 | 3  | 0 | 0 | 13 | 0 | 114 | 3  |
| Club Deportivo FAS · El Salvador                  | 1.ª                 | 2012-13             | 21  | 0  | - | - | 3  | 0 | 24  | 0  |
| Club Deportivo FAS · El Salvador                  | 1.ª                 | 2013-14             | 22  | 1  | - | - | -  | - | 22  | 1  |
| Club Deportivo FAS · El Salvador                  | 1.ª                 | 2014-15             | 32  | 3  | - | - | 4  | 1 | 36  | 4  |
| Club Deportivo FAS · El Salvador                  | 1.ª                 | 2015-16             | 47  | 3  | - | - | -  | - | 47  | 3  |
| Club Deportivo FAS · El Salvador                  | 1.ª                 | 2016-17             | 35  | 5  | - | - | -  | - | 35  | 5  |
| Club Deportivo FAS · El Salvador                  | 1.ª                 | 2017-18             | 34  | 3  | - | - | -  | - | 34  | 3  |
| Club Deportivo FAS · El Salvador                  | 1.ª                 | 2018-19             | 27  | 3  | - | - | 4  | 1 | 31  | 4  |
| Club Deportivo FAS · El Salvador                  | Total               | Total               | 218 | 18 | 0 | 0 | 11 | 2 | 229 | 20 |
| Sonsonate Fútbol Club · El Salvador               | 1.ª                 | 2019-20             | 35  | 2  | - | - | -  | - | 35  | 2  |
| Sonsonate Fútbol Club · El Salvador               | 1.ª                 | 2020-21             | 29  | 1  | - | - | -  | - | 29  | 1  |
| Sonsonate Fútbol Club · El Salvador               | Total               | Total               | 64  | 3  | 0 | 0 | 0  | 0 | 64  | 3  |
| Club Deportivo Atlético Marte · El Salvador       | 1.ª                 | 2021-22             | 30  | 1  | - | - | -  | - | 30  | 1  |
| Club Deportivo Atlético Marte · El Salvador       | Total               | Total               | 30  | 1  | 0 | 0 | 0  | 0 | 30  | 1  |
| Total en su carrera                               | Total en su carrera | Total en su carrera | 413 | 25 | 0 | 0 | 24 | 2 | 437 | 27 |
| (2) No incluye goles en partidos amistosos.       |                     |                     |     |    |   |   |    |   |     |    |

Inferiores
| Club                 | País        | Año         |
| -------------------- | ----------- | ----------- |
| Academia Cuscachapa  | El Salvador | 1998 - 2002 |
| Promesas FAS         | El Salvador | 2002 - 2005 |
| Fundación La Chelona | El Salvador | 2005 - 2007 |

### Selección nacional
| Selección                                 | Año                 | Partidos | Goles |
| ----------------------------------------- | ------------------- | -------- | ----- |
| El Salvador Sub-21                        |                     |          |       |
| 2010                                      | 1                   | 0        |       |
| Total en su carrera                       | Total en su carrera | 1        | 0     |
| El Salvador                               |                     |          |       |
| 2016                                      | 3                   | 1        |       |
| 2017                                      | 0                   | 0        |       |
| 2018                                      | 1                   | 0        |       |
| 2019                                      | 0                   | 0        |       |
| 2020                                      | 0                   | 0        |       |
| Total en su carrera                       | Total en su carrera | 4        | 1     |
| Estadísticas hasta el 3 de junio de 2018. |                     |          |       |

## Palmarés
| Título     | Club           | País        | Año      |
| ---------- | -------------- | ----------- | -------- |
| Liga Pepsi | Isidro Metapán | El Salvador | Ap. 2008 |
| Liga Pepsi | Isidro Metapán | El Salvador | Cl. 2009 |
| Liga Pepsi | Isidro Metapán | El Salvador | Cl. 2010 |
| Liga Pepsi | Isidro Metapán | El Salvador | Ap. 2010 |
| Liga Pepsi | Isidro Metapán | El Salvador | Ap. 2011 |